# Gnetucleistol E
Gnetucleistol E es un estilbenoide que se encuentra en la hierba china Gnetum cleistostachyum.